# Evangelische Hochschule für Soziale Arbeit & Diakonie

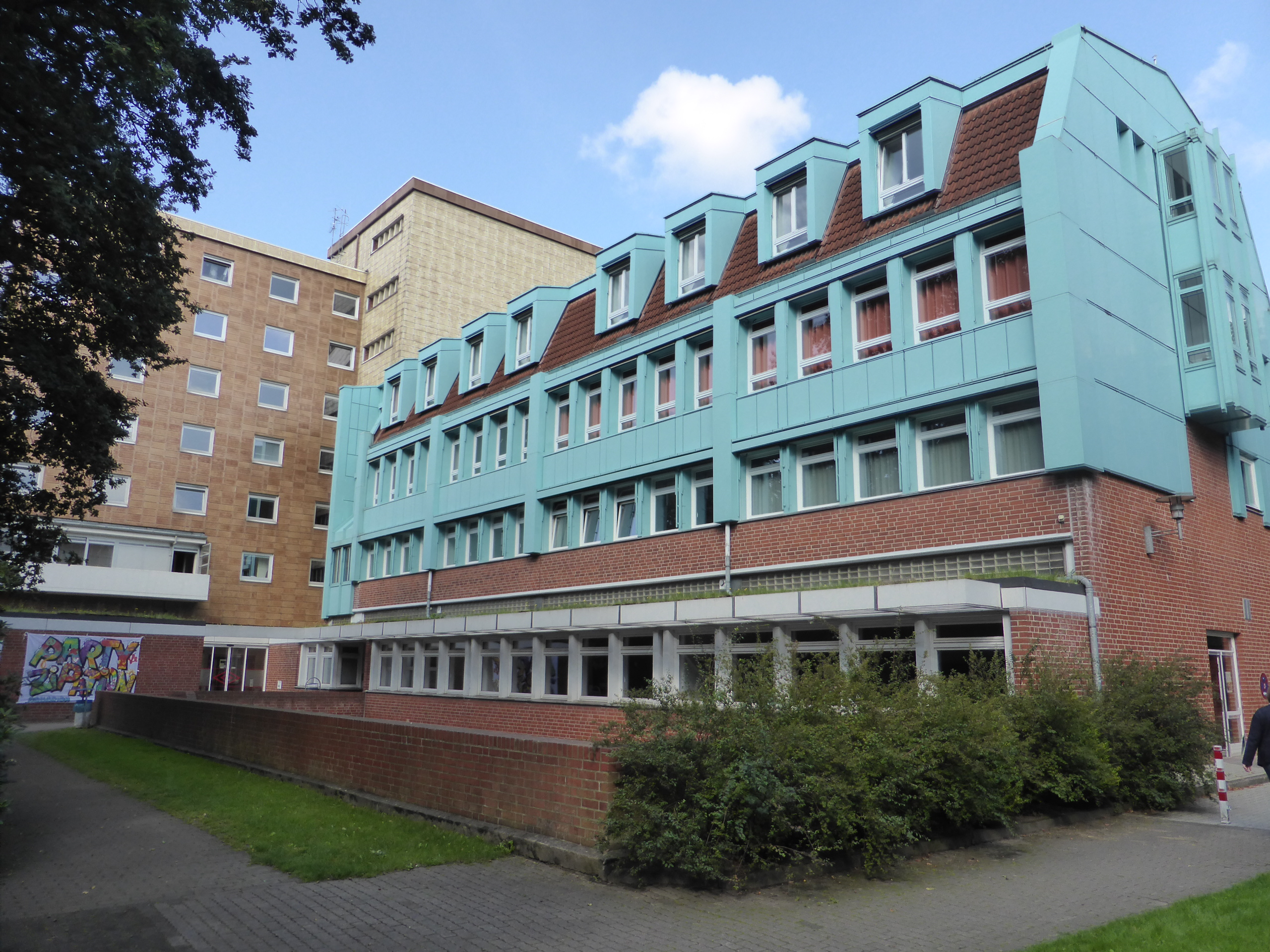
Das „Brüderhaus“ des Rauhen Hauses, Sitz der Hochschule

Die Evangelische Hochschule für Soziale Arbeit & Diakonie ist eine private Hochschule in Hamburg in Trägerschaft der Stiftung Das Rauhe Haus. Sie dient der Ausbildung von Sozialarbeitern, Sozialpädagogen und Diakonen, unabhängig vom Geschlecht.

## Geschichte
Die Bildungseinrichtung wurde als Fachhochschule im Jahr 1971 gegründet, die Wurzeln reichen bis zum Jahr 1834 zur von Johann Hinrich Wichern gegründeten „Brüderanstalt“. Gründungsprorektor war Ulfrid Kleinert, der dort bis 1991 auch als Professor für Diakoniewissenschaft lehrte.

## Studienangebot
- BA Soziale Arbeit & Diakonie (grundständig)
- BA Soziale Arbeit & Diakonie (berufsintegrierend)
- BA Soziale Arbeit & Diakonie (praxisintegrierend/dual)
- MA Soziale Arbeit (grundständig)
- MA Soziale Arbeit (berufsintegrierend) – auslaufend
- Diakonie (optional zu den Studiengängen der Sozialen Arbeit & Diakonie. Erworbene Inhalte berechtigen zur Ablegung des kirchlichen Examens, welches Grundlage für die Einsegnung als Diakonin oder Diakon ist)
- Zusatzzertifikat Disability-Kompetenz (optional neben dem Hauptstudium durch Besuch von Veranstaltungen des Zentrums für Disability Studies „ZeDiSplus“ an der Ev. Hochschule erwerbbar)

Die Abschlüsse sind staatlich (Bachelor, Master) und kirchlich (Diakonenabschluss) anerkannt.

## Belege
1. ↑  Organe der Hochschule. In: ev-hochschule-hh.de. Abgerufen am 23. November 2019.
2. ↑  Statistischer Bericht - Statistik der Studierenden - Sommersemester 2023. (XLSX; 1 MB) Statistisches Bundesamt, abgerufen am 12. April 2024.
3. 1 2  Statistischer Bericht - Statistik des Hochschulpersonals 2022. (XLSX; 2 MB) Statistisches Bundesamt, abgerufen am 12. April 2024.

Koordinaten: 53° 33′ 17,6″ N, 10° 4′ 15,5″ O